# Бісоціальність
Бісоціальність (від лат. bis — «два» та лат. socialis — «товариський») — у соціології та галузі гендерних досліджень термін на позначення відносин несексуального та неромантичного характеру як з представниками своєї, так і протилежної статі без чітко вираженої переваги. До таких відносин належать будь-які соціальні взаємовідносини, наприклад дружба, спілкування і т. д.
Протиставляється гомо- та гетеросоціальності, де віддається перевага відносинам між або особами своєї статі, або навпаки протилежної. Тобто бісоціальності притаманний мішаний характер.
У віковій психології один із завершальних етапів соціального розвитку, який передбачає перехід до прагнення людини мати зв'язки з представниками одночасно обох статей, не віддаючи якійсь одній жодної переваги, як це виражено у гомосоціальності під час статевої сегрегації на ранньому етапі та гетеросоціальності на більш пізньому етапі.
Основним аспектом соціальної поведінки є спілкування, яке є основою виживання та відтворення.
Існують також відмінності між різними типами соціальної поведінки, наприклад, повсякденною та захисною соціальною поведінкою. Звичайна соціальна поведінка є результатом взаємодій у повсякденному житті і є поведінкою, яку вивчають, коли людина потрапляє в ці різні ситуації. З іншого боку, захисна поведінка виникає через імпульс, коли людина стикається з суперечливими бажаннями.

## Дослідження біосоціальності
Соціальна поведінка постійно змінюється, оскільки людина продовжує рости і розвиватися, досягаючи різних етапів життя. Розвиток поведінки тісно пов'язаний з біологічними та когнітивними змінами, які людина відчуває в будь-який момент часу. Це створює загальні закономірності розвитку соціальної поведінки людей. Подібно до того, як соціальна поведінка залежить як від ситуації, так і від індивідуальних особливостей, розвиток поведінки також відбувається завдяки поєднанню обох — темпераменту дитини разом з умовами, яким вона стикається.